# (756) Lilliana
Pour les articles homonymes, voir Lilliana.
(756) Lilliana est un astéroïde de la ceinture principale découvert le 26 avril 1908 par l'astronome américain Joel Metcalf.
Sa désignation provisoire était 1908 DC.